# Qaysites

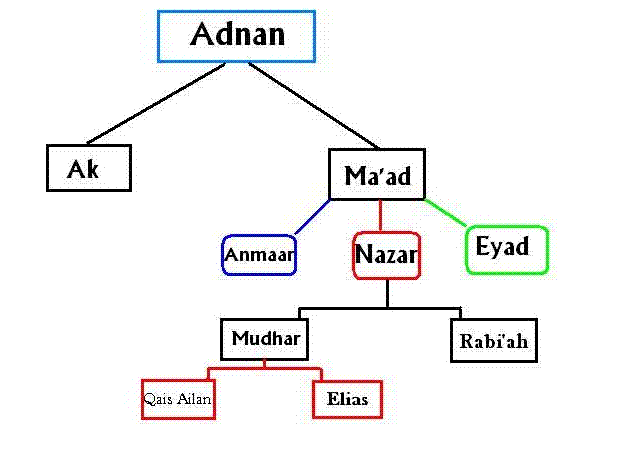
descendance de adnan

Qayssites, Banu Qays ou  Banu Qays ‘Aylān (en arabe: قيس عيلان) est le nom d'une ancienne confédération arabe d'origine adnanite de souche ismaélite.

## Histoire
Ils font partie des « Arabes du nord » (musta’riba), ils auraient eu pour ancêtre Adnan, descendant d'Ismaël, fils d'Abraham. À l'époque préislamique ce groupe était constitué de beaucoup de tribus, comme les Banu Sulaym, les Banu Ghatafan, les Thaqif, les Banu Amir ibn Sa'sa'ah ou les Abs. Ils étaient proches également des Banu Tamim et des Taghlib qui vivaient déjà en Mésopotamie. Les Qayssites affirment avoir eu comme ancêtre Mudhar, dont Qays Aylan aurait été le fils.
Les Qayssites ont participé aux conquêtes musulmanes, et se sont érigés en confédération à l'époque des Omeyyades.

## Personnalités
- Qutayba ben Muslim, Gouverneur du Khorassan issue de la tribu Bahila.

- Al-Hajjaj ben Yusef, issue de la tribu Thaqif comme l'indique son nisba "al-Thaqafi".

- Mohamed Boudiaf : Ancien Président de l'Algérie et membre fondateur du FLN issue de la famille des al-Diyafat (plus tard Boudiaf) du clan Awlad Abd al-Haqq .Issue des  Ouled Madhi , une tribu Yazid ben Zoghba, issue elle même de Banu Hilal, issue des Banu 'Amir, issue des Hawazin[1],[2].
- Qays ibn al-Moullawwah, poète des Banu Kaab de Banu Amir.